# Vikantice
Vikantice (deutsch Weigelsdorf) ist eine Gemeinde in Tschechien. Sie liegt acht Kilometer nordöstlich von Hanušovice und gehört zum Okres Šumperk.

## Geographie
Vikantice befindet sich am südwestlichen Fuße des Altvatergebirges im Altstadt-Goldensteiner Kessel. Östlich erhebt sich der Štolný hřbet (Stollekamm, 882 m), südöstlich der Losín (Hirschenstein, 726 m) und Peklo (649 m), im Süden der Rudný vrch (Erzberg, 628 m), südwestlich der Vikantický vrch (Weigelsberg, 637 m) und im Nordwesten der Dvorský vrch (Hofberg, 702 m).
Nachbarorte sind Šléglov im Norden, Branná, Dolce und Přední Alojzov im Nordosten, Nová Branná und Františkov im Osten, Nové Losiny im Südosten, Pleče und Rudkov im Süden, Habartice und Vysoké Žibřidovice im Südwesten, Chrastice im Westen sowie Štěpánov und Staré Město im Nordwesten.

## Geschichte
Die erste schriftliche Erwähnung des zur Herrschaft Goldenstein gehörigen Dorfes erfolgte im Jahre 1437.
Nach der Aufhebung der Patrimonialherrschaften bildete Weigelsdorf / Vigantice mit den Ortsteilen Bergthalgrund und Hasendörfl ab 1850 eine Gemeinde im Bezirk Mährisch Schönberg. Weigelsdorf bestand im Jahre 1900 aus 99 Häusern und hatte 684 deutschsprachige Einwohner. Bei Weigelsdorf wurde Graphitbergbau betrieben. Im Jahre 1930 hatte die Gemeinde 861 Einwohner. 
Nach dem Münchner Abkommen wurde Weigelsdorf 1938 dem Deutschen Reich zugeschlagen und gehörte bis 1945 zum Landkreis Mährisch Schönberg. 1939 lebten in dem Dorf 831 Menschen. Nach dem Ende des Zweiten Weltkrieges wurden die deutschen Bewohner vertrieben. 
1950 erfolgte die Eingemeindung von Šléglov und Kronfelzov. Von 1975 bis 1990 gehörte das Dorf zu Branná. 1990 entstand die Gemeinde Vikantice mit dem Ortsteil Šléglov. Zu Beginn des Jahres 1992 löste sich Šléglov mit Kronfelzov los und bildete eine eigene Gemeinde. Die Einwohnerzahl in der Gemeinde ist weiterhin rückläufig, im Ort bestehen keine Arbeitsplätze.

## Gemeindegliederung
Für die Gemeinde Vikantice sind keine Ortsteile ausgewiesen.

## Sehenswürdigkeiten
- Filialkirche St. Wolfgang, Renaissancebau aus dem 16. Jahrhundert

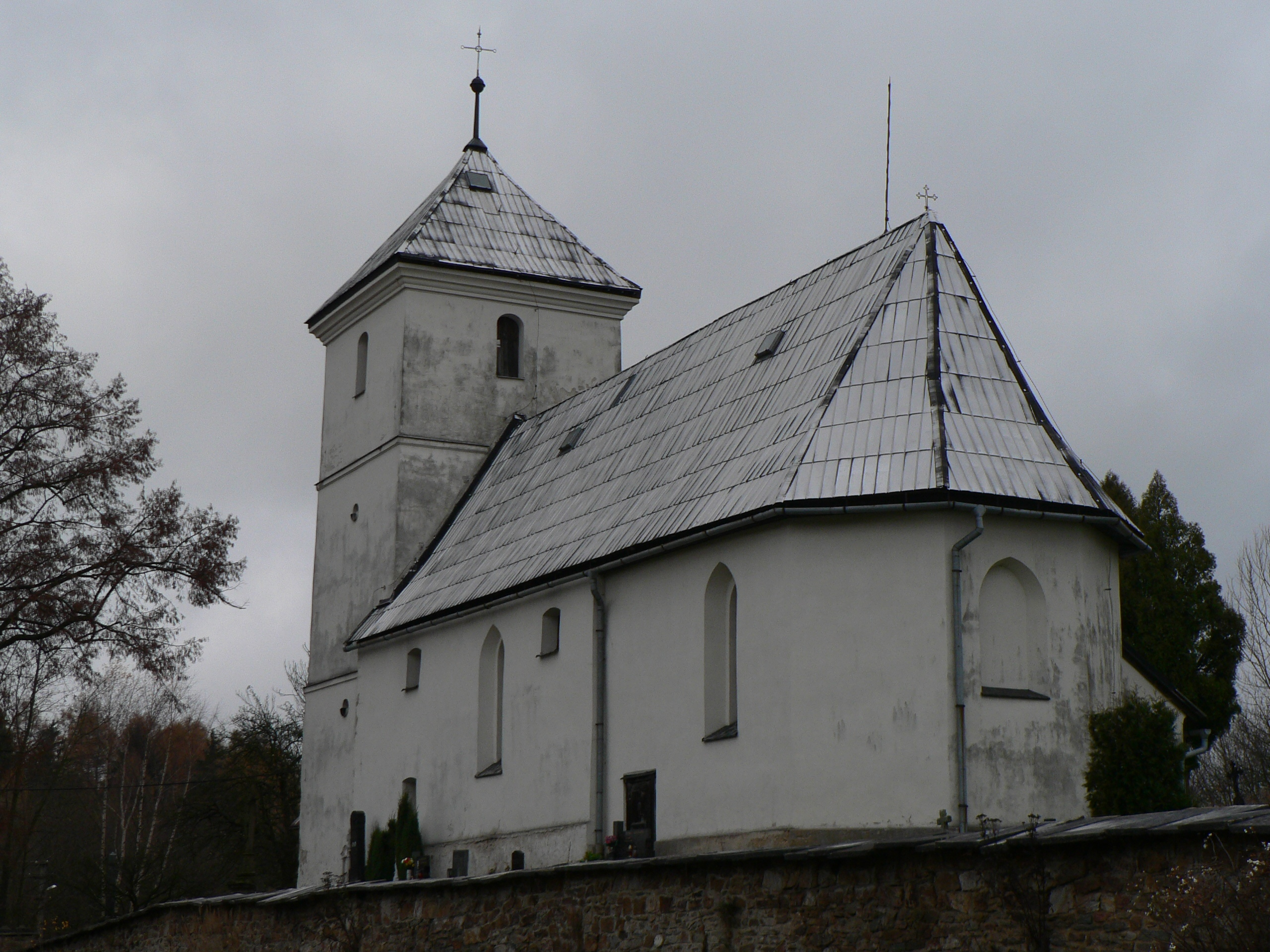
Filialkirche St. Wolfgang

## Persönlichkeiten
- Albert Exler (1910–1990), tschechoslowakisch-deutscher Journalist